# Heinrich August Wilhelm von Zimmermann
 Heinrich August Wilhelm Edler von Zimmermann (* 1807; † 20. Februar 1878  in Fünfkirchen) war ein österreichischer Militärarzt, k. k. Generalstabsarzt und Entomologe.

## Leben
Heinrich Edler von Zimmermann absolvierte die Ausbildung zum Militärarzt  an der Josefs-Akademie in Wien, promovierte zum Dr. der Medizin und Chirurgie und erwarb den Magister der Augenheilkunde und Geburtshilfe. 
Er wirkte 1833 als k. k. Oberfeldarzt bei der medizinischen Klinik des höheren Lehrkurses an der Josefs-Akademie und 1837 als Regimentsarzt beim Ungarischen Infanterie-Regiment in Pest. In der Folge war er unter anderem als k. k. österreichischer Militärarzt und Chefarzt am Tyrnauer Invalidenhaus und den Garnisonsspitalen von Lemberg und Pest und in späteren Jahren im Dienstgrad Oberstabsarzt 1. Klasse Vorstand der 5. Abteilung des Landesgeneralkommandos für Ungarn in Ofen und außerordentliches Mitglied im von Karl Heidler von Egeregg seit 1. Februar 1856 als Präsident geführten Militär-Sanitäts-Komitee.
Im Jahr 1866 wurde er mit dem Orden der Eisernen Krone III. Klasse ausgezeichnet.
Heinrich Edler von Zimmermann wurde am 1. Februar 1869 unter gleichzeitiger Verleihung des Charakters eines Generalstabsarztes in den Ruhestand versetzt.
Er war zeitlebens naturwissenschaftlich und hier speziell entomologisch interessiert, arbeitete beim Sammeln zeitweise mit Christian Casimir Brittinger zusammen und baute sich bei seinen wechselnden örtlichen Verwendungen im Lauf der Zeit eine eigene umfangreiche entomologische Sammlung mit Schwerpunkt Lepidoptera auf. Er war Mitglied in zahlreichen Gesellschaften und Vereinigungen und wurde am 3. August 1837 unter der Präsidentschaft des Mediziners Christian Gottfried Daniel Nees von Esenbeck mit dem akademischen Beinamen Severinus unter der Matrikel-Nr. 1435 als Mitglied in die Kaiserliche Leopoldino-Carolinische Akademie der Naturforscher aufgenommen. 
Er wohnte in seinen letzten Lebensjahren in der Walfischgasse 8 in Wien und starb am 20. Februar 1878 bei einem Aufenthalt in Fünfkirchen, wo er am 23. Februar 1878 bestattet wurde.
Teile seiner Sammlung, die etwa 17600 Individuen in circa 4000 Arten umfasste und in 4 Kästen mit 164 Läden untergebracht war, gingen an Max Wiskott (1840–1900) in Breslau über. Ein weiterer Teil der Sammlung, die auch von Josef Johann Mann (1804–1889)  gesammelte Microlepidopteren enthielt, wurde von Aristide Caradja (1861–1955) erworben, dessen Sammlung wiederum sich heute im Muzeul Național de Istorie Naturală Grigore Antipa in Bukarest befindet.